# El Espino (Charagua)
El Espino (auch: San Isidro del Espino) ist eine Ortschaft im Departamento Santa Cruz im südamerikanischen Andenstaat Bolivien.

## Lage im Nahraum
El Espino ist die zweitgrößte Ortschaft im Kanton Saipurú im Municipio Charagua in der Provinz Cordillera. Die Ortschaft liegt auf einer Höhe von 705 m zwischen den Voranden-Ketten, die westlich von San Isidro auf etwa 1000 m ansteigen, und dem Feuchtgebiet der Bañados de Izozog im Osten.

## Geographie
El Espino liegt im Bereich des tropischen Klimas, die sechsmonatige Feuchtezeit reicht von November bis April und die Trockenzeit von Mai bis Oktober.
Die Jahresdurchschnittstemperatur beträgt 23 °C (siehe Klimadiagramm Abapó), mit 17 bis 18 °C von Juni bis Juli und über 26 °C von November bis Dezember. Der Jahresniederschlag beträgt gut 800 mm, feuchteste Monate sind Januar und Februar mit etwa 130 mm und trockenste Monate Juli und August mit 10 bis 20 mm.

## Verkehrsnetz
El Espino liegt in einer Entfernung von 186 Straßenkilometern südlich von Santa Cruz, der Hauptstadt des gleichnamigen Departamentos.
Von Santa Cruz führt die asphaltierte Nationalstraße Ruta 9 in südlicher Richtung über Cabezas nach Abapó am Ufer des Río Grande und weiter über Ipitá und Villamontes nach Yacuiba an der bolivianischen Grenze zu Argentinien. Fünf Kilometer südlich von Abapó zweigt in östlicher Richtung die Ruta 36 ab, die El Espino nach weiteren 39 Kilometern erreicht.

## Bevölkerung
Die Einwohnerzahl der Ortschaft ist in den vergangenen beiden Jahrzehnten deutlich angestiegen:
| Jahr | Einwohner | Quelle       |
| ---- | --------- | ------------ |
| 1992 | 325       | Volkszählung |
| 2001 | 505       | Volkszählung |
| 2012 | 589       | Volkszählung |
| 2024 |           | Volkszählung |

Die Region weist einen deutlichen Anteil an Guaraní-Bevölkerung auf, im Municipio Charagua sprechen 48,8 Prozent der Bevölkerung Guaraní.